# Alice et la Malle mystérieuse
Alice et la Malle mystérieuse (titre original : The Mystery of the Brass-Bound Trunk, littéralement : Le Mystère de la malle cerclée de cuivre) est le dix-septième roman de la série américaine Alice (Nancy Drew en VO) écrit par Caroline Quine, nom de plume collectif de plusieurs auteurs. L'auteur de ce roman est Mildred Wirt Benson. 
Aux États-Unis, le roman a été publié pour la première fois en 1940 par Grosset & Dunlap, New York. 
En France, il est paru pour la première fois en 1968 chez Hachette Jeunesse dans la collection « Bibliothèque verte » sous le no 361 et n'a plus été réédité depuis 2001. 

## Résumé
Remarque : le résumé est basé sur l'édition cartonnée non abrégée parue en 1968 en langue française.
Alice Roy s’apprête à partir en croisière pour l'Amérique du Sud avec les élèves de l'école Franklin dont elle a été ancienne élève. Ses fidèles amies Bess et Marion seront également du voyage. Quelques jours avant le départ, des livreurs apportent aux Roy une magnifique malle frappée des initiales « A. R. » (Alice Roy). Alice est perplexe car elle n'a pas passé commande de l'objet. Les livreurs certifiant qu'ils ne se sont pas trompé, la jeune fille décide de garder la malle et de l'utiliser pour la croisière. 
Le jour du départ arrive enfin. Alice est ses camarades montent à bord du Saint-Patrick. Destination : Buenos Aires, en Argentine. Dans sa cabine, Alice s'aperçoit que la malle que l'on a déposé n'est pas la sienne. Pourtant, celle-ci est en tous points identique à la sienne, avec les mêmes initiales « A. R. » sur le couvercle...

## Personnages

### Personnages récurrents
- Alice Roy : jeune fille blonde, détective amateur, orpheline de mère, fille de James Roy.
- James Roy : avoué[2] de renom, père d'Alice Roy, veuf.
- Bess Taylor : jeune fille blonde et rondelette, une des meilleures amies d'Alice.
- Marion Webb : jeune fille brune et sportive, cousine germaine de Bess Taylor et une des meilleures amies d'Alice.
- Ned Nickerson : jeune homme brun et athlétique, ami et chevalier servant d'Alice, étudiant à l'université d'Emerson.

### Personnages spécifiques à ce roman
- Alfred Clark et Jack Brady[3] : amis de Ned, étudiants à l'université d'Emerson.
- Sarah : la fidèle gouvernante des Roy, qui a élevé Alice à la mort de sa mère.
- Mme Perez : directrice de l'école Franklin, à River City ; elle est originaire d'Amérique du Sud.
- Mme Purdy : Alice l'avait aidée lors d'une précédente enquête.
- Effie : jeune aide-ménagère employée temporairement par Sarah.
- Mme Thomas Joslin : femme désagréable.
- Arabella (Nestrelda en VO) : fille de Mme Thomas Joslin.
- M. Trenton : client de James Roy.
- Doris Trenton : fille de M. Trenton, âgée entre 20 et 22 ans.
- Henry Willard : fils du défunt associé de M. Trenton.
- Helen Miller : tante de Bess.
- M. Halifax : malfaiteur.
- Lopès : associé de M. Halifax.
- Harold Sand.

## Éditions françaises
Note : Toutes les éditions ont paru aux éditions Hachette Jeunesse.
- 1968 : Alice et la Malle mystérieuse — coll. « Bibliothèque verte » no 361, cartonné, texte original. Illustré par Albert Chazelle. Traduction de Claude Voilier. 25 chapitres. 247 p.
- 1978 : Alice et la Malle mystérieuse — coll. « Bibliothèque verte », cartonné, texte abrégé. Illustré par Jean-Louis Mercier. Traduction de Claude Voilier.
- 1983 : Alice et la Malle mystérieuse — coll. « Bibliothèque verte », cartonné (série "striée")[4], texte abrégé. Couverture de Joseph Sheldon, illustrations intérieures de Jean-Louis Mercier. Traduction de Claude Voilier. 25 chapitres. 182 p.
- 1985 : Alice et la Malle mystérieuse — coll. « Bibliothèque verte », cartonné (série "striée")[4], texte abrégé. Couverture de Philippe Daure, illustrations intérieures de Jean-Louis Mercier. Traduction de Claude Voilier. 25 chapitres. 182 p.
- 1995 : Alice et la Malle mystérieuse — coll. « Bibliothèque verte » no 486, format de poche souple, texte abrégé. Illustré par Philippe Daure.
- 2000 : Alice et la Malle mystérieuse — coll. « Bibliothèque verte », format mi-souple (série à timbre)[5], texte abrégé. Illustré par Philippe Daure.